# María Dolores Vedruna
María Dolores Vedruna (1810, Barcelona - se desconoce fecha de fallecimiento) fue una compositora y pianista española.

## Biografía
María Dolores Vedruna destacó como pianista siendo también muy reconocida como compositora. Se le consideraba niña prodigio y sus composiciones alcanzaron cierta fama cuando apenas contaba con 16 años de edad, según indicaciones de Baltasar Saldoni. A los 11 años ya contaba con una sinfonía para gran orquesta sinfónica.
En el "Diario de Barcelona" del 4 de febrero de 1822 a instancias de Ramón Carnicer, Vedruna dirigió a la orquesta interpretando una sinfonía suya y una aria compuesta también por ella y estrenada por la cantante Adelaida Sala.

## Obras
- Aria, voz y orquesta sinfónica (1822)
- Música para fortepiano, compuesta a los 10 años de edad (1820)
- Sinfonía, para orquesta sinfónica (1821).